# Scottish Premier League 1999-2000
La Scottish Premier League 1999-2000 (denominata per ragioni di sponsorizzazione Bank of Scotland Scottish Premier League) è stata la 103ª edizione della massima serie del campionato scozzese di calcio, disputato tra il 31 luglio 1999 e il 21 maggio 2000 e concluso con la vittoria dei Rangers, al loro quarantanovesimo titolo, il secondo consecutivo.
Capocannoniere del torneo è stato Mark Viduka (Celtic) con 25 reti.

## Stagione

### Novità
Il posto del retrocesso Dunfermline fu preso dall'Hibernian, che aveva vinto la precedente edizione della Scottish First Division con ben 23 punti di vantaggio sulle inseguitrici.
In vista dell'allargamento a 12 squadre previsto per la stagione successiva, l'SPL decise di annullare l'unica retrocessione diretta e di far disputare uno spareggio a tre tra l'ultima classificata in campionato (l'Aberdeen) e la seconda e la terza classificata nella serie cadetta (il Dunfermline e il Falkirk). Tuttavia lo stadio del Falkirk (Brockville Park) non era adeguato agli standard di sicurezza necessari per disputare la Premier League (minimo 10.000 posti a sedere), quindi i play-off non furono disputati e l'Aberdeen e il Dunfermline furono automaticamente promossi.

### Formula
Le 10 squadre si affrontarono in match di andata-ritorno-andata-ritorno, per un totale di 36 giornate.

### Avvenimenti
Il campionato fu vinto dai Rangers con 21 punti di vantaggio sui diretti rivali del Celtic. La matematica certezza della vittoria si ebbe il 22 Aprile, dopo il pareggio del Celtic contro l'Hibernian al Celtic Park per 1 a 1, lasciando i Gers con 17 punti di vantaggio e sole 5 giornate da disputare.

## Squadre partecipanti
| Club          | Stagione | Città      | Stadio             | Stagione precedente                           |
| ------------- | -------- | ---------- | ------------------ | --------------------------------------------- |
| Aberdeen      | dettagli | Aberdeen   | Pittodrie Stadium  | 8º posto in Scottish Premier League           |
| Celtic        | dettagli | Glasgow    | Celtic Park        | 2º posto in Scottish Premier League           |
| Dundee        | dettagli | Dundee     | Dens Park          | 5º posto in Scottish Premier League           |
| Dundee Utd    | dettagli | Dundee     | Tannadice Park     | 9º posto in Scottish Premier League           |
| Hearts        | dettagli | Edimburgo  | Tynecastle Stadium | 6º posto in Scottish Premier League           |
| Hibernian     | dettagli | Edimburgo  | Easter Road        | 1º posto in Scottish First Division, promosso |
| Kilmarnock    | dettagli | Kilmarnock | Rugby Park         | 4º posto in Scottish Premier League           |
| Motherwell    | dettagli | Motherwell | Fir Park           | 7º posto in Scottish Premier League           |
| Rangers       | dettagli | Glasgow    | Ibrox Stadium      | 1º posto in Scottish Premier League           |
| St. Johnstone | dettagli | Perth      | McDiarmid Park     | 3º posto in Scottish Premier League           |

## Classifica finale
Fonte:
|       | Pos. | Squadra       | Pt | G  | V  | N  | P  | GF | GS | DR  |
| ----- | ---- | ------------- | -- | -- | -- | -- | -- | -- | -- | --- |
|       | 1.   | Rangers       | 90 | 36 | 28 | 6  | 2  | 96 | 26 | +70 |
|       | 2.   | Celtic        | 69 | 36 | 21 | 6  | 9  | 90 | 38 | +52 |
|       | 3.   | Hearts        | 54 | 36 | 15 | 9  | 12 | 47 | 40 | +7  |
|       | 4.   | Motherwell    | 52 | 36 | 14 | 10 | 12 | 49 | 63 | -14 |
|       | 5.   | St. Johnstone | 42 | 36 | 10 | 12 | 14 | 36 | 44 | -8  |
|       | 6.   | Hibernian     | 41 | 36 | 10 | 11 | 15 | 49 | 61 | -12 |
|       | 7.   | Dundee        | 41 | 36 | 12 | 5  | 19 | 45 | 64 | -19 |
|       | 8.   | Dundee Utd    | 39 | 36 | 11 | 6  | 19 | 34 | 57 | -23 |
|       | 9.   | Kilmarnock    | 37 | 36 | 8  | 13 | 15 | 38 | 52 | -14 |
| [ 4 ] | 10.  | Aberdeen      | 33 | 36 | 9  | 6  | 21 | 44 | 83 | -39 |

Legenda:
      Campione di Scozia e qualificata al secondo turno preliminare della UEFA Champions League 2000-2001.
      Qualificata al turno preliminare della Coppa UEFA 2000-2001.
  Partecipa allo spareggio promozione-retrocessione.
Regolamento:
Tre punti a vittoria, uno a pareggio, zero a sconfitta.
A parità di punti, le posizioni in classifica venivano determinate sulla base della differenza reti.

## Spareggi

### Spareggio promozione-retrocessione
Lo spareggio a tre deciso dalla SPL tra l'Aberdeen, il Dunfermline e il Falkirk non si tenne in quanto lo stadio del Falkirk non era abilitato a ospitare gare della Premier League. Aberdeen e Falkirk vennero pertanto promosse d'ufficio.

## Statistiche

### Squadre

#### Capoliste solitarie
|    | —— | ——      | —— | —— | —— | —— | —— | —— | ——  | ——  | ——  | ——  | ——  | ——  | ——  | ——  | ——  | ——  | ——  | ——  | ——  | ——  | ——  | ——  | ——  | ——  | ——  | ——  | ——  | ——  | ——  | ——  | ——  | ——  | ——  | —— |  |
|    |    | Rangers |    |    |    |    |    |    |     |     |     |     |     |     |     |     |     |     |     |     |     |     |     |     |     |     |     |     |     |     |     |     |     |     |     |    |  |
|    |    |         |    |    |    |    |    |    |     |     |     |     |     |     |     |     |     |     |     |     |     |     |     |     |     |     |     |     |     |     |     |     |     |     |     |    |  |
|    |    |         |    |    |    |    |    |    |     |     |     |     |     |     |     |     |     |     |     |     |     |     |     |     |     |     |     |     |     |     |     |     |     |     |     |    |  |
| 1ª | 2ª | 3ª      | 4ª | 5ª | 6ª | 7ª | 8ª | 9ª | 10ª | 11ª | 12ª | 13ª | 14ª | 15ª | 16ª | 17ª | 18ª | 19ª | 20ª | 21ª | 22ª | 23ª | 24ª | 25ª | 26ª | 27ª | 28ª | 29ª | 30ª | 31ª | 32ª | 33ª | 34ª | 35ª | 36ª |    |  |

### Individuali

#### Classifica marcatori
Fonte:
| Gol |  |  | Giocatore       | Squadra                      |
| --- |  |  | --------------- | ---------------------------- |
| 25  |  |  | Mark Viduka     | Celtic                       |
| 19  |  |  | Billy Dodds     | Dundee Utd (9), Rangers (10) |
| 17  |  |  | Jörg Albertz    | Rangers                      |
| 16  |  |  | Rod Wallace     | Rangers                      |
| 13  |  |  | Gary McSwegan   | Hearts                       |
| 12  |  |  | Willie Falconer | Dundee                       |
| 11  |  |  | Mark Burchill   | Celtic                       |
| 11  |  |  | Kenny Miller    | Hibernian                    |
| 11  |  |  | John Spencer    | Motherwell                   |
| 10  |  |  | Nathan Lowndes  | St. Johnstone                |
| 9   |  |  | Michael Mols    | Rangers                      |
| 9   |  |  | Tommy Johnson   | Celtic                       |

### Media spettatori
Fonte:
| Club          | Pos. | Media  |
| ------------- | ---- | ------ |
| Celtic        | 1    | 54 440 |
| Rangers       | 2    | 48 116 |
| Hearts        | 3    | 14 246 |
| Aberdeen      | 4    | 12 813 |
| Hibernian     | 5    | 11 870 |
| Kilmarnock    | 6    | 9 419  |
| Dundee Utd    | 7    | 8 186  |
| Motherwell    | 8    | 7 297  |
| Dundee        | 9    | 6 938  |
| St. Johnstone | 10   | 6 117  |